# Fragancia (namn)
Fragancia är ett kvinnonamn. I Sverige hade vid utgången av 2022 två kvinnor Fragancia som tilltalsnamn och totalt sex kvinnor hade det som förnamn.
Evert Taube har skrivit visan Fragancia.